# Hipolit Szczawiński
Hipolit Szczawiński, herbu Prawdzic (ur. 29 października 1812 w Kargowej, w pow. babimojskim, zm. 15 września 1893 w Poznaniu) – ziemianin, powstaniec listopadowy, uczestnik konspiracji niepodległościowych w Wielkopolsce, działacz społeczny i gospodarczy.

## Życiorys
Był uczniem gimnazjum w Lesznie. Po wybuchu powstania listopadowego przerwał naukę i wstąpił wiosną 1831 do Legii Nadwiślańskiej utworzonej w Warszawie. Pod dowództwem płk. Andrzeja Kroczyńskiego uczestniczył w bitwach i potyczkach pod Międzyrzeczem (29 sierpnia i 6 września), Opatowem (9 września) i Chotczą Górą (19 września). Pod koniec powstania awansowany do stopnia podporucznika. Po jego upadku przedostał się na teren Wielkopolski gdzie zadał jako ekstern maturę. Za udział w powstaniu został karnie wcielony jako szeregowiec do armii pruskiej w której służył w latach 1833–1836. Służył kolejno w pułku ułanów stacjonującym w Moguncji, a następnie w 19 pułku obrony krajowej. Awansowany do stopnia podporucznika kawalerii, w 1836 był adiutantem dywizji.
Po uzyskaniu dymisji z armii powrócił do Wielkopolski i ożenił się z Apolonią ze Skarżyńskich, po czym gospodarował we wniesionych przez nią dobrach Klonówiec w pow. wschowskim. Od końca lat trzydziestych członek Kasyna Gostyńskiego skupiającego ziemian działających na rzecz modernizacji rolnictwa i oświecenia chłopów. Nawiązał także kontakty z emigracją polską we Francji i uczestniczył w przygotowaniach do powstania w Wielkopolsce w 1846. Aresztowany wraz z innymi został osadzony w berlińskim więzieniu – Moabicie. Następnie w wielkim pokazowym procesie w Berlinie został 2 grudnia 1847 skazany na osiem lat twierdzy oraz utratę szlachectwa i stopnia oficerskiego. Uwolniony podczas Wiosny Ludów zaangażował się w działalność powstańczą w Wielkopolsce.
Po śmierci pierwszej żony oddał w 1852 Klonowiec jej rodzinie. Sam przeniósł się w 1853 do zakupionego od Erazma Osińskiego majątku Brylewo pod Gostyniem, który szybko przekształcił w dobrze prosperujący, m.in. założył w nim w 1856 owczarnię zarodową. W tym okresie był aktywnym działaczem Towarzystwa Rolniczo-Przemysłowego w Gostyniu, m.in. w 1857 próbował założyć towarzystwo ubezpieczeniowe. Od 1859 był dyrektorem Towarzystwa Centralnego Gospodarczego dla Wielkiego Księstwa Poznańskiego w pow. wschowskim.Po kilkuletnich staraniach zorganizował (2–4 października 1862) w Gostyniu wystawę rolniczo-przemysłową, pierwszą tego typu w Wielkopolsce. Odniosła ona wielki sukces, on sam otrzymał na niej liczne wyróżnienia, a władze pruskie przyznały mu order, ale odmówił jego przyjęcia. Publikował także artykuły o tematyce rolniczej m.in. O podścielaniu ziemią w miejsce słomy („Gaz. Roln., Przem. i Handl.” 1859 nr 31–34), Program wystawy rolniczo-przemysłowej w Gostyniu („Ziemianin” 1862 nr 33).
Od stycznia 1863 uczestniczył w pracach powstańczego Komitetu Narodowego Wielkiego Księstwa Poznańskiego, od kwietnia 1864 był komisarzem Rządu Narodowego we Wschowie. W maju 1864 aresztowany i więziony w Hausvogtei i Moabicie. Po procesie trwającym od lipca do grudnia 1864 w którym został oskarżony o zbrodnię stanu ostatecznie został uwolniony. Po powrocie do Wielkopolski kontynuował poprzednią działalność społeczną i gospodarczą. M.in. był członkiem komitetu organizującego wystawę rolniczo-przemysłową w Kościanie. Po odstąpieniu w 1871 Brylewa najstarszemu synowi Zdzisławowi w latach 1871–1878 gospodarował w nowo zakupionych dobrach Janowiec, w pow. wągrowieckim. Po ich sprzedaniu mieszkał w Poznaniu. W latach 1871–1893 był członkiem korespondentem Galicyjskiego Towarzystwa Gospodarskiego.
Pochowany na cmentarzu św. Marcina w Poznaniu, później jego prochy przeniesiono na poznański cmentarz Zasłużonych Wielkopolan.

## Rodzina
Urodził się w rodzinie ziemiańskiej. Był synem Władysława i Agnieszki von Angern. Miał braci: Atanazego (zm. 1834), Wojciecha, Klemensa i Szczepana, którzy wcześnie zmarli, oraz Rajmunda (zm. 1895). Był dwukrotnie żonaty: 1) w 1836 z Apolonią Antoniną ze Skarżyńskich (1814–1847), z którą miał syna powstańca styczniowego i ziemianina Zdzisława (1842–1874) oraz córkę Weronikę (1840–1895), żonę Konstantego Pągowskiego. Ponadto mieli dwie córki (imiona nieznane), które zmarły na cholerę podczas nauki we Wrocławiu. 2) powtórnie ożeniony w 1854 z Marianną Teofilą z Raszewskich (1831–1903) z którą miał z nią córkę Felicję (1845–1895), żonę Teofila Wieruszowskiego (zm. 1890), oraz synów Jana Marię (1860–1892), Stanisława (1860–1882), Władysława (1837–1890), Bogumiła (ur. 1864), Stefana (ur. 1870) i Wacława (1872–1929).